# Sociedad Deportiva Eibar
Maillots
Actualités
La Sociedad Deportiva Eibar est un club espagnol de football basé à Eibar au Pays basque.

## Histoire

### Repères historiques
- 1940 : fondation du club

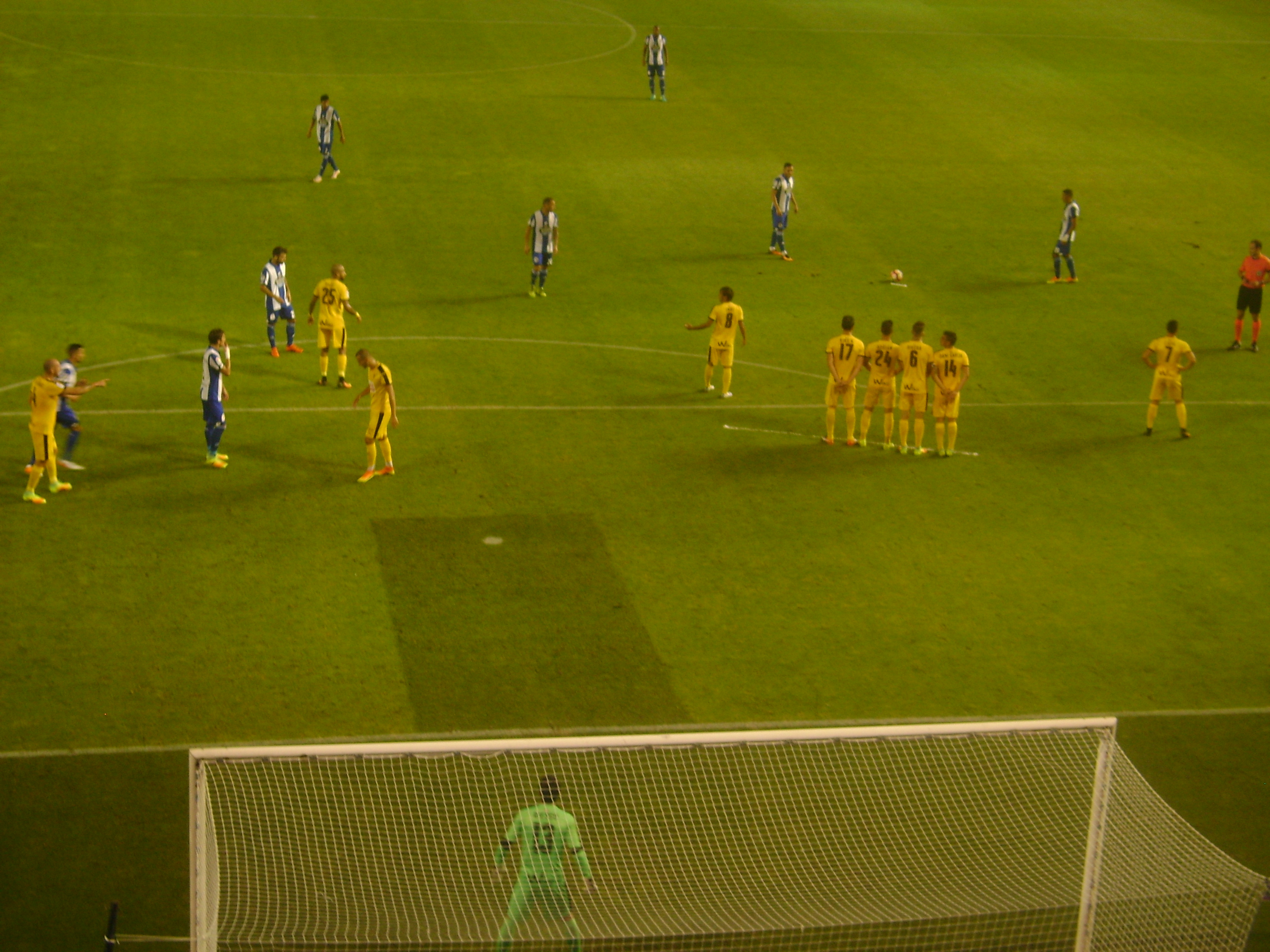
Deportivo La Corogne vs. Eibar.

- 1953 : première accession en Deuxième division.
- 2014 : première accession en Première division
- mai 2016 : Amaia Gorostiza devient la première femme présidente du club.
- mai 2021 : relégation en deuxième division.

### Montées successives
Jeune promu en Liga Adelante en 2013-2014, le club réalise l'exploit d'être champion et accède donc pour la première fois à la Liga BBVA en 2014-2015. Le premier match du SD Eibar en Liga BBVA a lieu le 24 août 2014 contre la Real Sociedad dans le petit stade d'Ipurua : ils l'emportent 1-0 (but de Javi Lara). Eibar est relégué sportivement au terme de la saison, mais est repêché à la suite de la rétrogradation administrative du Elche CF.

## Palmarès
| Compétitions nationales |
| - Championnat d'Espagne de deuxième division (1) - Champion en 2014. - Championnat d'Espagne de troisième division (3) - Champion en 1988, 2007 et 2011 - Championnat d'Espagne de quatrième division (2) - Champion en 1953 et 1986 |

## Infrastructures
Le SD Eibar est résident du Stade municipal d'Ipurua, inauguré en 1947 et d'une capacité de 7 083 spectateurs.

## Joueurs et personnalités du club

### Présidents
Le tableau suivant présente la liste des présidents du club depuis 1940.
| Rang | Nom                  | Période   |
| ---- | -------------------- | --------- |
| 1    | Juan Artamendi       | 1940-1946 |
| 2    | Bernardino Odriozola | 1946-1948 |
| 3    | Crispin Garate       | 1948-1949 |
| 4    | Manolo Escodin       | 1949-1957 |
| 5    | Boni Guisasola       | 1957-1958 |
| 6    | Tomas Echaluce       | 1958-1959 |
| 7    | Manolo Zubia         | 1959-1961 |

| Rang | Nom                            | Période   |
| ---- | ------------------------------ | --------- |
| 8    | Pedro Irusta                   | 1961-1962 |
| 9    | Luis Maria Fernández de Betoño | 1962-1965 |
| 10   | Luis María Aranegui            | 1965-1967 |
| 11   | Roberto Cadenas                | 1967-1968 |
| 12   | José González Ortiz de Zárate  | 1968-1974 |
| 13   | Eusebio Oyarzun                | 1974-1977 |
| 14   | Paco Marquiegui                | 1977-1984 |

| Rang | Nom                | Période   |
| ---- | ------------------ | --------- |
| 15   | Javier Arrieta     | 1984-1988 |
| 16   | Juan Luis Mardaras | 1988-2002 |
| 17   | Jaime Barriuso     | 2002-2009 |
| 18   | Alex Aranzábal     | 2009-2016 |
| 19   | Amaia Gorostiza    | 2016-     |

### Entraîneurs
Le tableau suivant présente la liste des entraîneurs du club depuis 1949.
| Rang | Nom              | Période   |
| ---- | ---------------- | --------- |
| 1    | Patxi Garate     | 1949-1950 |
| 2    | Antonio Corral   | 1950-1958 |
| 3    | Cuqui Bienzobas  | 1958-1959 |
| 4    | Antonio Mayo     | 1959-1963 |
| 5    | Antonio Corral   | 1963-1967 |
| 6    | Alberto Zapirain | 1967-1968 |
| 7    | Duque            | 1968      |
| 8    | Santiago Bardaji | 1968-1969 |
| 9    | Paco Arberas     | 1969-1971 |
| 10   | Luis Ciaurriz    | 1971-1973 |
| 11   | Juanito Arriaran | 1973-1974 |
| 12   | Pedro Iguaran    | 1974-1975 |
| 13   | Ramón Murguiondo | 1975      |
| 14   | Martin Susilla   | 1975-1976 |
| 15   | Paco Arberas     | 1976-1977 |

| Rang | Nom                     | Période   |
| ---- | ----------------------- | --------- |
| 16   | Ricardo Urdampilleta    | 1977-1978 |
| 17   | Dionisio Urreisti       | 1978-1979 |
| 18   | Javier Alcantara        | 1979-1981 |
| 19   | José María Arrizabalaga | 1981-1984 |
| 20   | Juanjo Arrieta          | 1984-1986 |
| 21   | Alfonso Barasoain       | 1986-1990 |
| 22   | Mikel Etxarri           | 1990-1992 |
| 23   | José Mendiluce          | 1992      |
| 24   | José Gallastegui        | 1992-1993 |
| 25   | José María Araquistain  | 1993-1995 |
| 26   | Periko Alonso           | 1995-1998 |
| 27   | Enrique Ormaetxea       | 1998      |
| 28   | José Gallastegui        | 1998      |
| 29   | Alfonso Barasoain       | 1998-1999 |
| 30   | Blas Ziarreta           | 1999-2003 |

| Rang | Nom                             | Période   |
| ---- | ------------------------------- | --------- |
| 31   | Francisco Javier Pérez Martínez | 2003      |
| 32   | José María Amorrortu            | 2003-2004 |
| 33   | José Luis Ribera                | 2004      |
| 34   | José Luis Mendilibar            | 2004-2005 |
| 35   | Carlos Terrazas                 | 2005      |
| 36   | Roberto Olabe                   | 2005-2006 |
| 37   | Francisco Javier Pérez Martínez | 2006      |
| 38   | Manix Mandiola                  | 2006-2008 |
| 39   | Carlos Pouso                    | 2008-2009 |
| 40   | Josu Uribe                      | 2009      |
| 41   | Ángel Viadero                   | 2009-2010 |
| 42   | Manix Mandiola                  | 2010-2012 |
| 43   | Gaizka Garitano                 | 2012-2015 |
| 44   | José Luis Mendilibar            | 2015-2021 |
| 45   | Gaizka Garitano                 | 2021-2023 |
| 46   | Joseba Etxeberria               | 2023-2025 |
| 47   | Beñat San José                  | 2025-     |

### Joueurs emblématiques
- Gonzalo Escalante
- Fabián Orellana
- Mikel Arruabarrena
- Eneko Bóveda
- Ander Capa
- Sergi Enrich
- José Eulogio Gárate
- Dani García
- Gaizka Garitano
- Aitor López Rekarte
- David Silva
- Xabi Alonso
- Derek Boateng
- Simone Verdi
- Takashi Inui
- Natxo Insa
- Paulo Oliveira
- Igor Lediakhov
- Papakouli Diop
- Marko Dmitrović
- Dejan Lekić
- Federico Magallanes

### Équipe B
En Espagne, les joueurs ayant un numéro de maillot supérieur à 25 peuvent jouer pour un autre club, que ce soit une réserve professionnelle appelée équipe "B", ou un club professionnel volontaire.
De 1994 à 2012, il existe une réserve professionnelle appelée Sociedad Deportiva Eibar B.
S'ensuivent 3 années sans réserve, qui correspondent aux deux montées successives en D2 (Liga Adelante), en D1 (Liga), puis la première saison à ce niveau.
En juin 2015, un accord annuel, renouvelable tacitement, est annoncé avec le Club Deportivo Vitoria, promu professionnel en D4 (Tercera División), à ne pas confondre avec le Club Deportivo Aurrerá de Vitoria, évoluant également en D4. Ainsi, le 30 juin 2015, Brian Thaylor Lubanzadio, 21 ans, en provenance du Celta Vigo B, signe pour Eibar en Liga, tout en ayant pour rôle d'être un titutaire de Vitoria, en D4, afin de s'aguerrir.

## Hymne
L'hymne est en basque.